# Marivan (Verwaltungsbezirk)
Marivan (persisch شهرستان مریوان) ist ein Schahrestan in der Provinz Kurdistan im Iran. Er enthält die Stadt Marivan, welche die Hauptstadt des Verwaltungsbezirks ist. Der Verwaltungsbezirk Marivan grenzt im Norden an den Verwaltungsbezirk Saqqez, im Osten und Südosten an den Verwaltungsbezirk Sanandadsch, im Süden an den Verwaltungsbezirk Qorveh und im Westen und Nordwesten an den Irak.

## Kreise
Der Verwaltungsbezirk gliedert sich in folgende Kreise:
- Zentral (بخش مرکزی)
- Sarschiwu (بخش سرشیو)

## Demografie
Bei der Volkszählung 2016 betrug die Einwohnerzahl des Schahrestan 195.263. Die Alphabetisierung lag bei 82 Prozent der Bevölkerung. Knapp 77 Prozent der Bevölkerung lebten in urbanen Regionen.
| Zensusjahr | Einwohnerzahl |
| ---------- | ------------- |
| 2011       | 168.774       |
| 2016       | 195.263       |